# Chartreuse (Gericht)

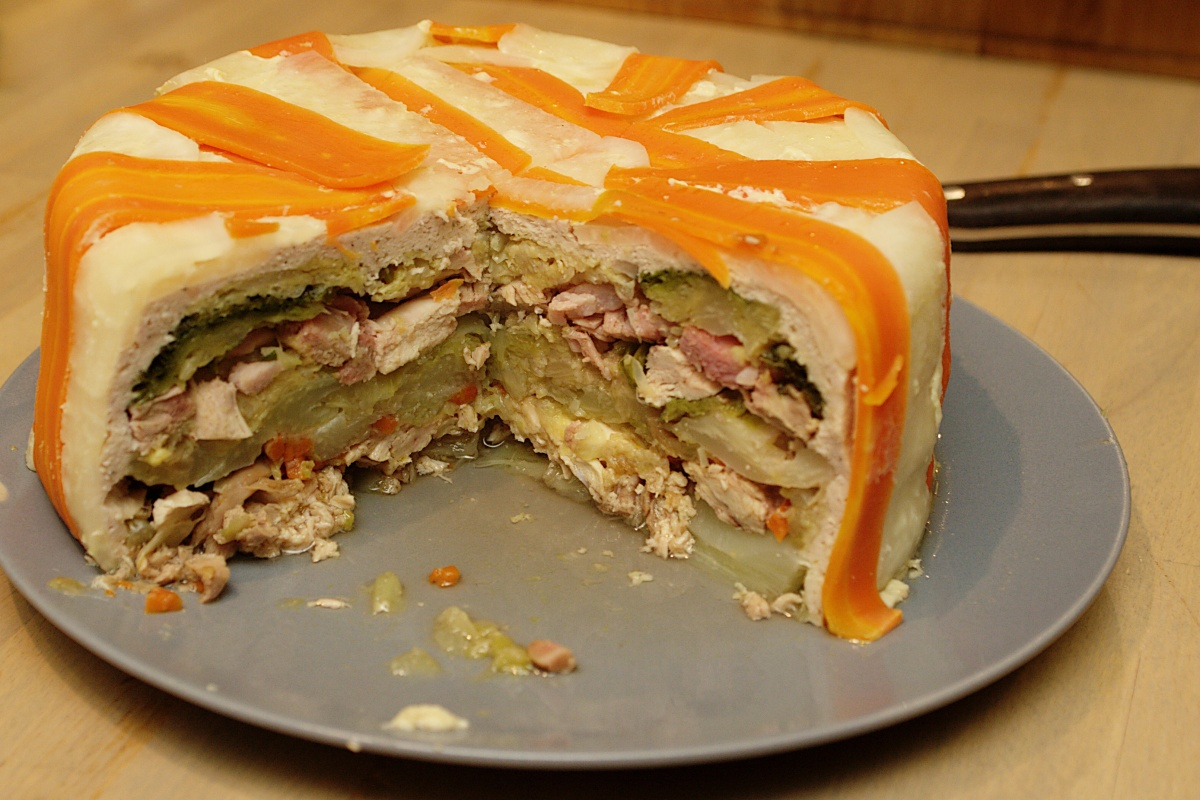
Chartreuse mit Perlhuhn (frz. Chartreuse de pintrade)

Die Chartreuse ist ein ursprünglich aus verschiedenen Gemüsen bestehendes Gericht, bei dem die Gemüse (Kohl, Chicoree, Karotten u. ä.) in Schichten umeinander gewickelt und zusammen gekocht wurden. Mittlerweile enthalten Chartreuses auch Hackfleisch (etwa Kalb oder Geflügel) oder Fisch.
Das Gericht hat seinen Namen von den Mönchen des Kartäuserordens (frz. Chartreuse), die es erfunden haben sollen. 